# Монтанье (коммуна)
Монтанье́ (фр. Montagney) — коммуна во Франции, находится в регионе Франш-Конте. Департамент — Верхняя Сона. Входит в состав кантона Пем. Округ коммуны — Везуль.
Код INSEE коммуны — 70353.

## География
Коммуна расположена приблизительно в 310 км к юго-востоку от Парижа, в 28 км западнее Безансона, в 55 км к юго-западу от Везуля.
Вдоль южной границы коммуны протекает река Оньон.

## Население
Население коммуны на 2010 год составляло 504 человека.
| 1962 | 1968 | 1975 | 1982 | 1990 | 1999 | 2010 |
| ---- | ---- | ---- | ---- | ---- | ---- | ---- |
| 309  | 320  | 336  | 405  | 383  | 403  | 504  |

## Экономика
В 2010 году среди 259 человек трудоспособного возраста (15—64 лет) 192 были экономически активными, 67 — неактивными (показатель активности — 74,1 %, в 1999 году было 70,2 %). Из 192 активных жителей работали 175 человек (82 мужчины и 93 женщины), безработными было 17 (9 мужчин и 8 женщин). Среди 67 неактивных 13 человек были учениками или студентами, 35 — пенсионерами, 19 были неактивными по другим причинам.

## Достопримечательности
- Церковь Св. Мартина (1772 год)
- Фонтан-прачечная (общественное место для стирки белья, 1846 год). Исторический памятник с 1986 года[3]

## Фотогалерея

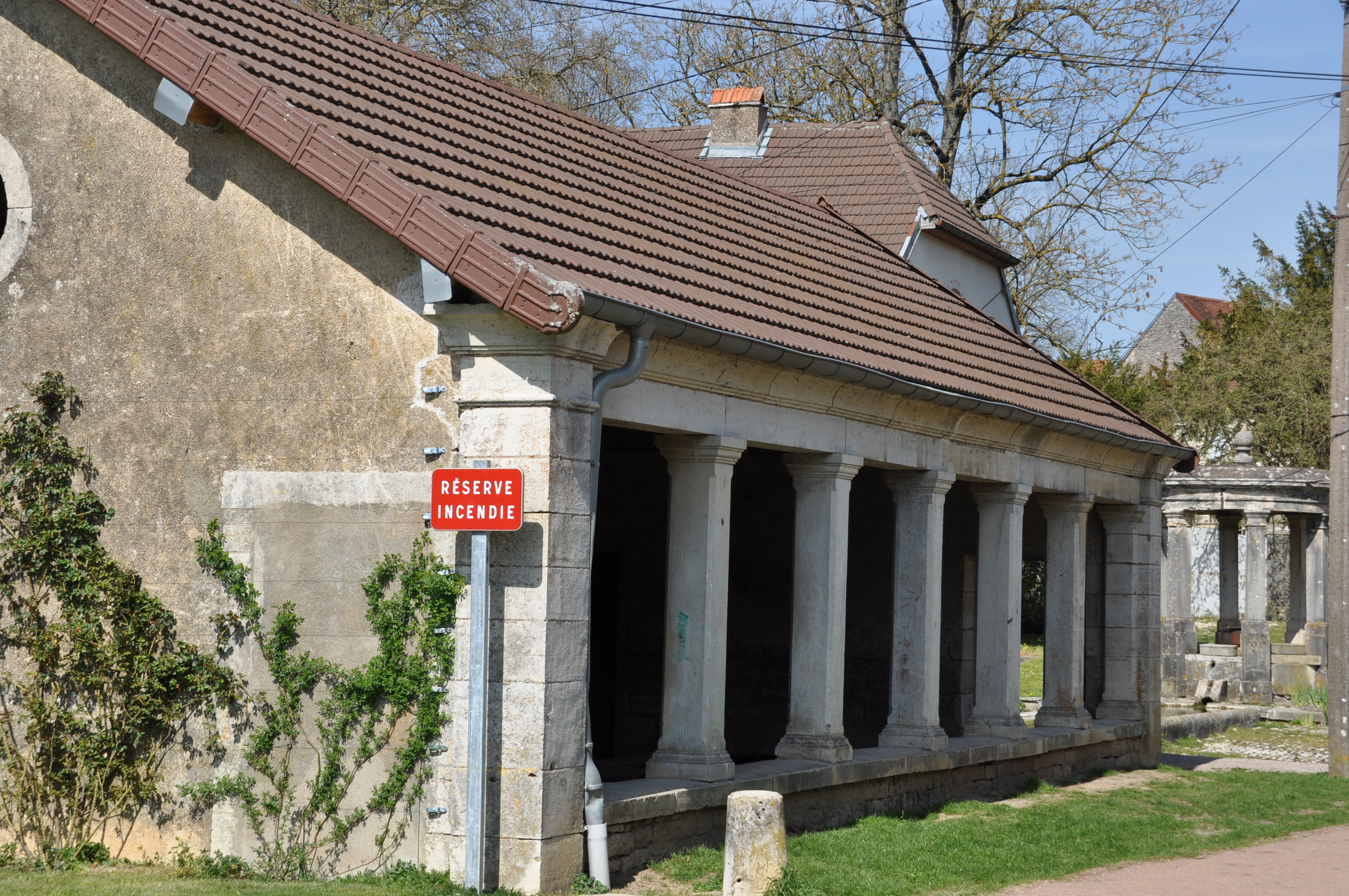
Фонтан-прачечная
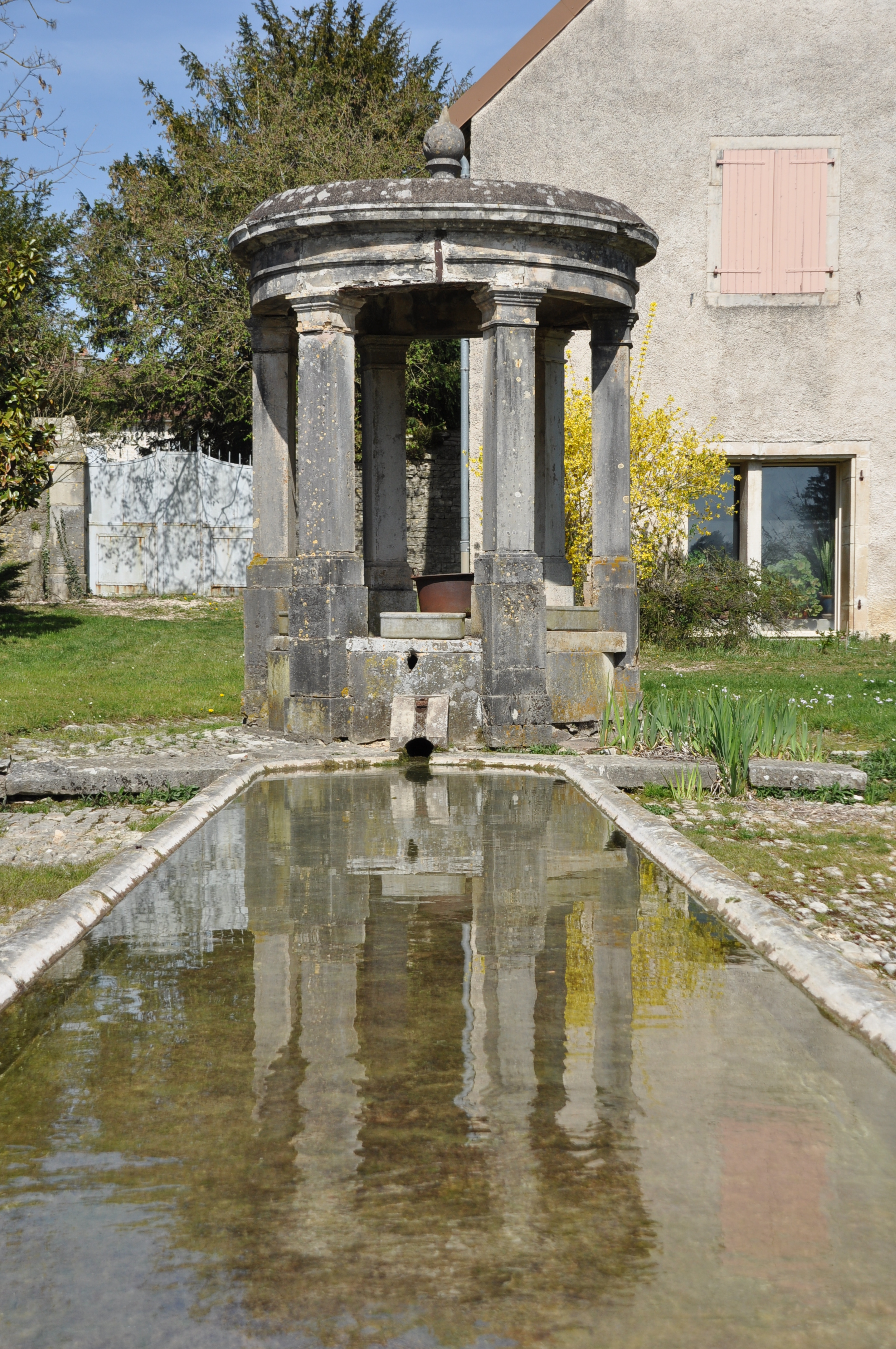
Фонтан-прачечная
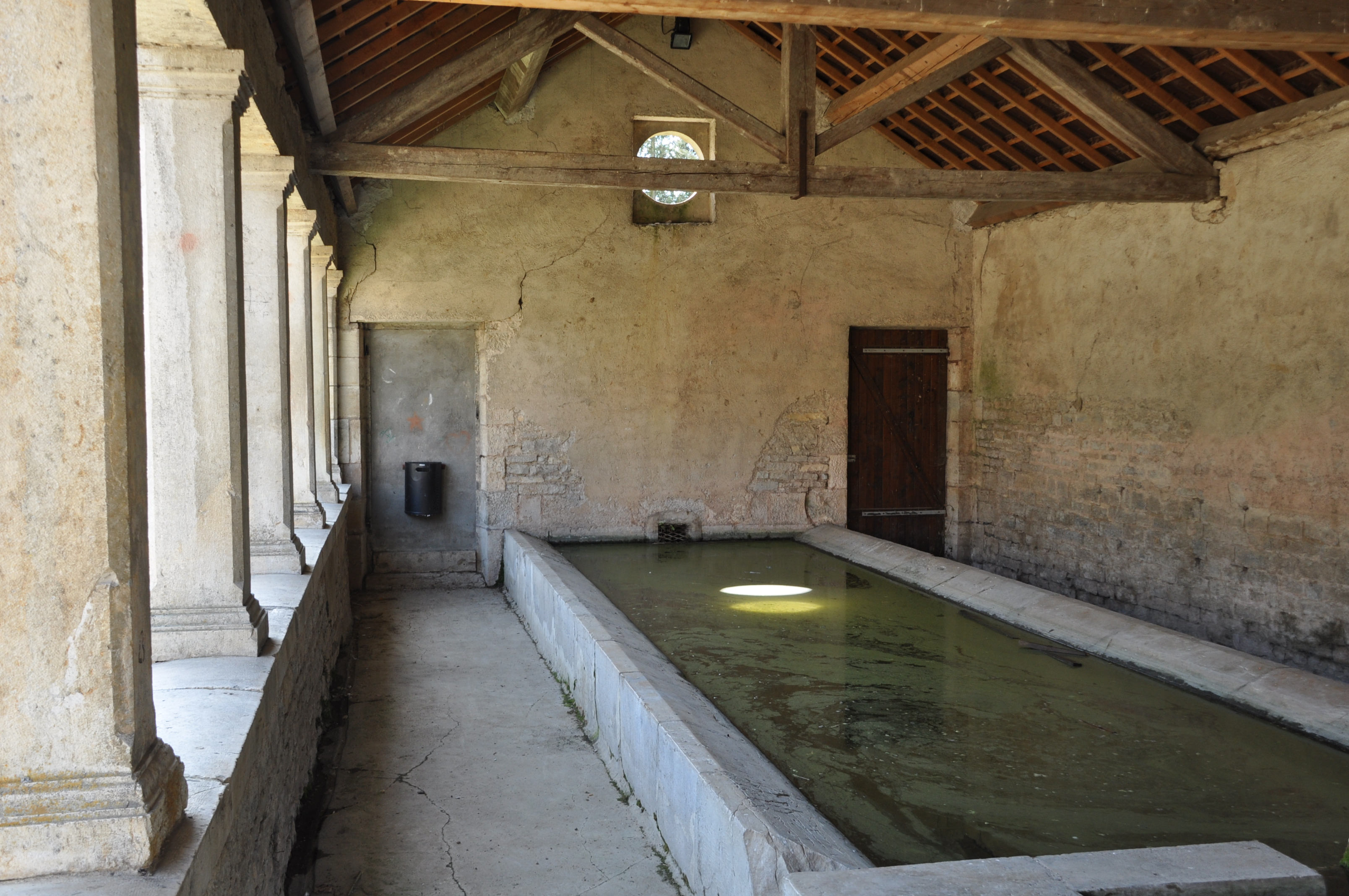
Фонтан-прачечная
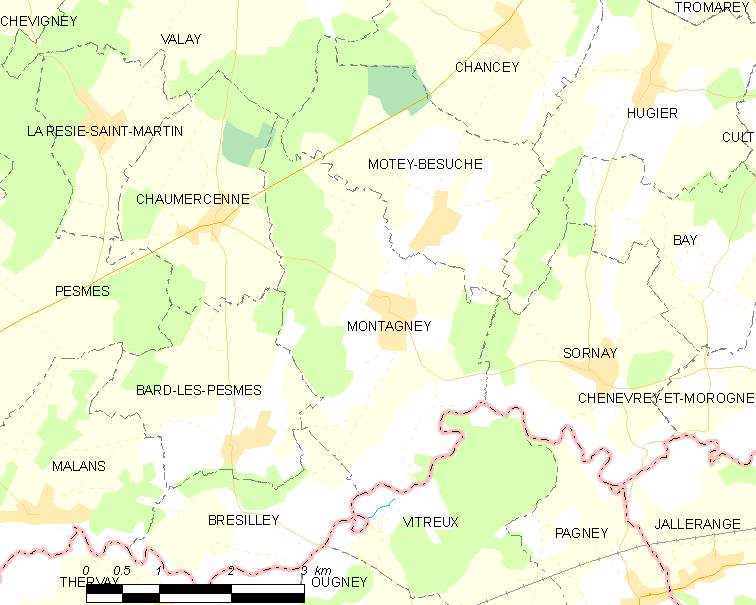
Карта коммуны